# 羅格維·巴爾格德森
羅格維·巴爾格德森（1989年12月6日—）是一位法羅群島足球運動員。在場上的位置是後衛。他現在效力於挪威足球甲級聯賽球隊阿爾加德足球俱樂部。他也代表法羅群島國家足球隊參賽。